# (6628) Dondelia
(6628) Dondelia es un asteroide que forma parte del cinturón de asteroides y fue descubierto el 24 de noviembre de 1981 por Edward L. G. Bowell desde la Estación Anderson Mesa, en Flagstaff, Estados Unidos.

## Designación y nombre
Dondelia fue designado al principio como 1981 WA1. Fue nombrado en honor a Donald SC y Delia West de Wareham, Dorset. Amigos del descubridor, Don y Delia, tuvieron la perspicacia de establecer su hogar en una de las zonas más hermosas de Inglaterra.

## Características orbitales
Dondelia está situado a una distancia media del Sol de 2,905 ua, pudiendo acercarse hasta 2,701 ua y alejarse hasta 3,109 ua. Tiene una excentricidad de 0,070 y una inclinación orbital de 2,931 grados. Emplea 1808,60 días en completar una órbita alrededor del Sol.
Pertenece a la familia de asteroides de (158) Koronis.

## Características físicas
La magnitud absoluta de Dondelia es 12,88. Tiene 8,418 km de diámetro y su albedo se estima en 0,227.